# Viola (gènere)
Les violes (Viola) són un gènere de plantes angiospermes de la família de les violàcies.

## Particularitats
El gènere Viola és originari de climes temperats de l'hemisferi nord, incloent-hi Hawaii, Australàsia i els Andes. Les espècies més conegudes són les violes (també anomenades violes boscanes, violers, violetes) i els pensaments.
La majoria d'espècies de viola són plantes herbàcies perennes i de mida reduïda. Algunes són arbustives. Les fulles normalment són de forma cordiforme i les flors asimètriques de color viola groc o blanc o altres combinacions. Algunes espècies són molt oloroses (Viola odorata) i altres molt poc.
Algunes espècies europees de mida molt reduïda viuen a l'ombra, mig cobertes de vegetació i floreixen a final d'hivern i principi de primavera.
Les flors anomenades "violetes africanes" Saintpaulia no estan relacionades amb el gènere Viola.

## Taxonomia

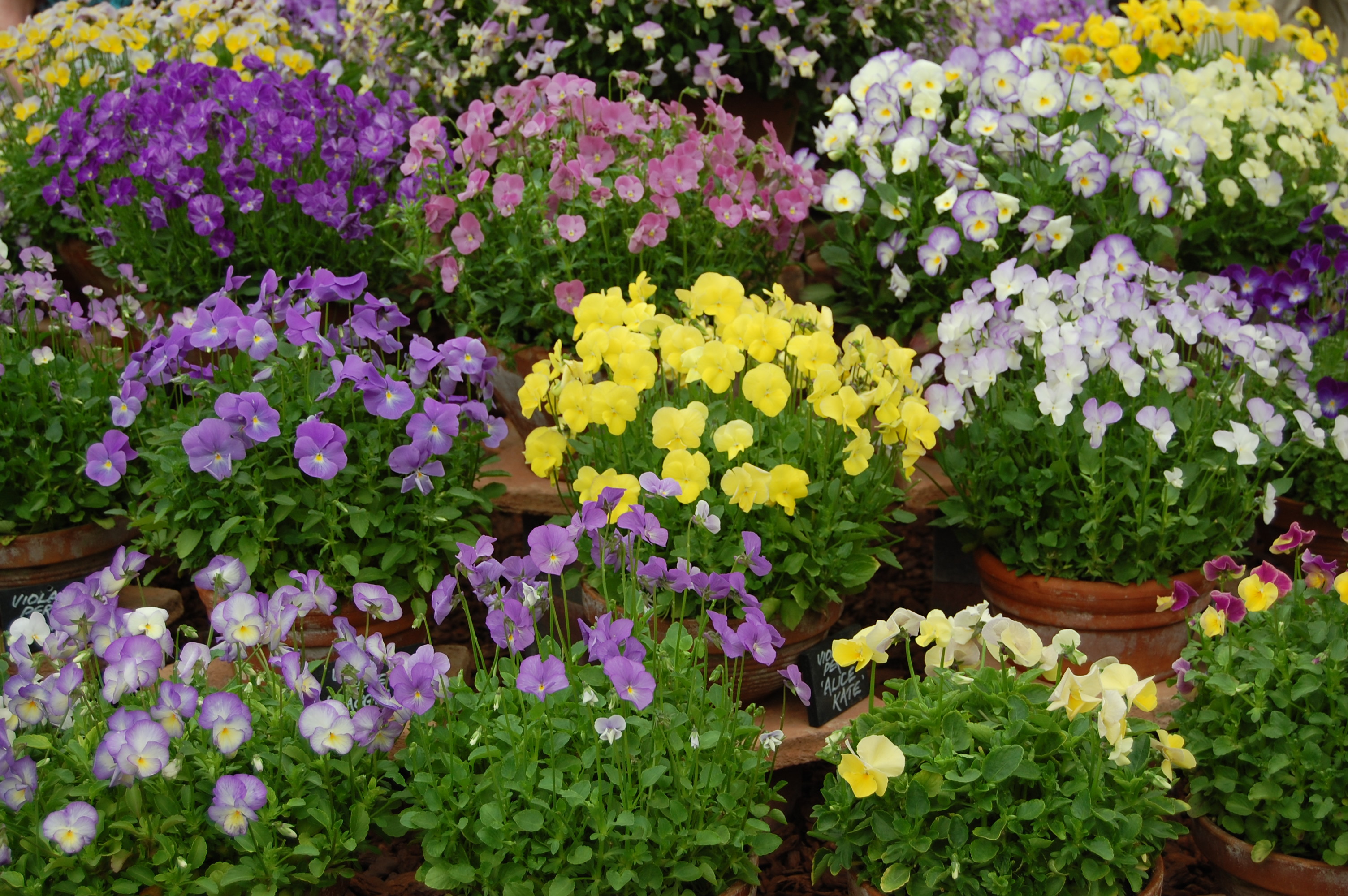

N'hi ha unes 500, sense comptar els híbrids. Els pensaments, o pensaments de jardí (Viola ×wittrockiana), són plantes híbrides.
La llista completa d'espècies segons l'ITIS és:
- Viola abyssinica (Steud. ex Oliv.)
- Viola acanthophylla (Leyb. ex Reiche)
- Viola accrescens (Klokov)
- Viola acuminata (Ledeb)
- Viola adenothrix (Hayata)
- Viola adriatica (Freyn)
- Viola adunca (Sm.)
- Viola aetnensis (Parl.)
- Viola aetolica (Boissieu H. & Heldr.)
- Viola affinis (Le Conte)
- Viola agellae (Pollard C. L.)
- Viola aizoon (Reiche)
- Viola alaica (Vved.)
- Viola alba (Besser)
- Viola alexandrowiana (W.Becker)
- Viola alexejana (Kamelin & Junussov)
- Viola allchariensis (Beck G.)
- Viola alliariaefolia (Nakai)
- Viola allochroa (Botsch.)
- Viola alpina (Jacq.)
- Viola altaica (Ker Gawl.)
- Viola amamiana (Hatusima)
- Viola ambigua (Waldst.& Kit)
- Viola amurica (W. Becker)
- Viola anagae (Gilli)
- Viola angustifolia (Phil.)
- Viola angustipulata (Chang)
- Viola appalachiensis (L.K.Henry)
- Viola araucaniae (W.Becker)
- Viola arborescens (L.)
- Viola argenteria (Moraldo i G.Forneris)
- Viola argentina (W.Becker)
- Viola arguta (Willd. ex Roem. i Schult.)
- Viola arsenica (Beck)
- Viola arvensis (Murray)
- Viola asterias (Hook & Arn.)
- Viola athois (W.Becker)
- Viola atropurpurea (Leyb.)
- Viola aurantiaca (Leyb.)
- Viola aurata (Phil.)
- Viola aurea (Kellogg)
- Viola auricolor (Skottsb.)
- Viola auricula (Leyb.)
- Viola avatschensis (Becker W & Hulten A)
- Viola awagatakensis (Yamazaki T.)
- Viola bakeri (Greene E. L.)
- Viola bambusetorum (Hand.-Mazz.)
- Viola bangiana (W.Becker)
- Viola bangii (Rusby)
- Viola banksii (K.R.Thiele i Prober)
- Viola barroetana (W.Schaffn)
- Viola battandieri (W.Becker)
- Viola beamani (Calderón)
- Viola beckiana (Fiala)
- Viola beckwithii (Torr. & Gray)
- Viola bernardii (Greene)
- Viola bertolonii (Pio)
- Viola betonicifolia (Sm.)
- Viola bezdelevae (Vorosch.)
- Viola bhutanica (Hara)
- Viola bicolor (Pursh)
- Viola biflora (L.)
  - Viola biflora ssp. biflora (Linné)
  - Viola biflora ssp. carlottae (Calder i Taylor)
  - Viola canina ssp. canina (Linné)
  - Viola canina ssp. montana (Linné)
- Viola binayensis (Okamoto & Ueda K.)
- Viola bissellii (House H. D.)
- Viola bissetii (Maxim)
- Viola blanda (Willd.)
- Viola blandaeformis (Nakai)
- Viola bocquetiana (Yildirimli)
- Viola boissieuana (Makino)
- Viola bornmuelleri (Erben M.)
- Viola brachyceras (Turcz.)
- Viola brachypetala (Gay)
- Viola brachyphylla (W. Becker)
- Viola brevistipulata (W. Becker)
- Viola bridgesii (Britton N. L.)
- Viola brittoniana (Pollard C. L.)
- Viola bubanii (Timb. & Lagr.)
- Viola buchtienii (Gand.)
- Viola bulbosa (Maxim)
- Viola bustillosia (Gay)
- Viola calaminaria (Lej. A)
- Viola calcarata (L.)
- Viola calchaquiensis W. Becker
- Viola calderensis W. Becker
- Viola caleyana Don D. A.
- Viola californica Baker M. S.
- Viola californica Greene
- Viola cameleo Boissieu H.
- Viola canadensis L.
- Viola canescens Wallich
- Viola canina L.
- Viola canobarbata Leyb.
- Viola capillaris Pers.
- Viola castillonii (W. Becker)
- Viola catalonica W. Becker
- Viola caucasica Kolen.
- Viola cazorlensis Gand.
- Viola cenisia L.
- Viola cerasifolia St.Hilaire
- Viola chaerophylloides (Regel)
- Viola chamaedrys Leyb.
- Viola chamissoniana Gingins
- Viola charlestonensis Baker M. S. & Clausen J. C.
- Viola charlestownensis Baker M. S. & Clausen J. C.
- Viola chassanica Korkischko R.I.
- Viola cheiranthifolia Humb., Bonpl. i Kunth., violeta del Teide
- Viola chelmea Boiss. i Heldr.
- Viola chiapasiensis W.Becker
- Viola chrysantha Phil.
- Viola ciliata Schltdl.
- Viola cinerea Boiss.
- Viola clauseniana Baker M. S.
- Viola cleistogamoides (Adams L.)
- Viola cochranei Ballard H. E.
- Viola collina Besser.
- Viola columnaris Skottsberg
- Viola commersonii De Candolle ex Gingins
- Viola commutata Waisb.
- Viola comollia Massara
- Viola concordifolia Ching J. Wang
- Viola confertifolia Chang
- Viola confusa Champ. ex Benth
- Viola conjugens Greene E. L.
- Viola consobrina House H. D.
- Viola conspersa Reichenb.
- Viola contempta Jordan A
- Viola cordifolia (Nuttall)
- Viola cornuta L.
- Viola coronifera W. Becker
- Viola corralensis Phil.
- Viola corsica Nyman
- Viola cotyledon Gingins
- Viola crassa Makino
- Viola crassicalcarata Ching J. Wang
- Viola crassifolia Fenzl.
- Viola crassiuscula Bory
- Viola cretacea Klokov
- Viola cretica Boiss.& Heldr.
- Viola cuatrecasasii L.B.Smith i A.Fernández
- Viola cucullata Aiton
- Viola cuicochensis Hieron.
- Viola cummingii W. Becker
- Viola cuneata Watson S.
- Viola cunninghamii Hook J.D.
- Viola curicoensis Becker G.
- Viola curvistylis Boissieu H. & Captin.
- Viola cuspidifolia W. Becker
- Viola cyathiformis W. Becker
- Viola dacica Borbás
- Viola dactyloides Roemer R & Schultes J.A.
- Viola dasyphylla W. Becker
- Viola davidii Franch.
- Viola decipiens Reiche
- Viola declinata Waldst. & Kit.
- Viola decumbens Gmel. J.F.
- Viola delavayi Franch.
- Viola delphinantha Boiss.
- Viola demetria Prolongo ex Boiss.
- Viola diamantiaca Nakai
- Viola dichroa Boissieu H. & Huet A.
- Viola diffusa Gingins
- Viola diffusoides Ching J. Wang
- Viola dimorphophyllaY. S. Chen & Q. E. Yang
- Viola dirimliensisBlaxland
- Viola dirphya Tiniakov A.
- Viola disjuncta W. Becker
- Viola dissecta
- Viola diversifolia (De Candolle)
- Viola doerfleri Degen
- Viola doii Takenouchi
- Viola dolichocentra Botsch.
- Viola dolichoceras Ching J. Wang
- Viola dombeyana De Candolle
- Viola domeikoana Gay C.
- Viola domingensis Urb.
- Viola donetzkiensis Klokov M.V.
- Viola douglasii Steud.
- Viola dubyana Burnat
- Viola dukadjinica W. Becker & Kosanin
- Viola dyris Maire R.
- Viola eamesii House H. D.
- Viola ecuadorensis W. Becker
- Viola eizanensis (Makino)
- Viola elatior Fries
- Viola elegantula Schott.
- Viola elisabethae Klokov
- Viola emeiensis Ching J. Wang
- Viola eminii Fries R.E.
- Viola epipsila Ledeb.
- Viola epipsiloides Love A. & D.
- Viola ermenekensis Yild. & Dinc
- Viola etrusca Erben M.
- Viola eugeniae Parlatore
- Viola evae Hieron. ex W. Becker
- Viola exigua W. Becker
- Viola eximia Formánek
- Viola fargesii Boissieu H.
- Viola faurieana W. Becker
- Viola feldtschenkoana W. Becker
- Viola filicaulis Hook F.
- Viola filicetorum Greene E. L.
- Viola fimbriatula Sm.
- Viola fischeri W. Becker
- Viola fissifolia Kitagawa
- Viola flagelliformis Hemsley W. B.
- Viola flettii Piper C. V.
- Viola florairiensis Correvon
- Viola flos-evae Hieron.
- Viola fluehmannii Phil.
- Viola formosana Hayata
- Viola formosana Hayata
- Viola formosana Hsieh C.F.
- Viola forrestiana W. Becker
- Viola fragrans Sieber
- Viola frank-smithii Holmgren N. H.
- Viola friderici G.
- Viola frigida Phil.
- Viola frondosa (Velen)
- Viola fruticosa W. Becker
- Viola fuscifolia W. Becker
- Viola fuscoviolacea (Adams L.G.) James T.A.
- Viola germaninii Sparre
- Viola glabella Nuttall T.
- Viola glacialis Poepp. & Endl.
- Viola glandularis Ballard H. E. & Jorg P.
- Viola glandulifera Hook
- Viola glausescens Oudem.
- Viola glechomoides Leyb.
- Viola gmeliniana Roemer R & Schultes J.A.
- Viola godoyae Phil.
- Viola gracilis Sibth.& Sm.
- Viola gracillima St.Hilaire A.
- Viola graeca (Becker G.)
- Viola grahami Bentham G.
- Viola grandisepala W. Becker
- Viola granulosa Wedd.
- Viola grayi Franch. & Sav.
- Viola greenmani House H. D.
- Viola grisebachiana Boiss.
- Viola grisebachiana Vis.
- Viola grypoceras Gray A.
- Viola guadalupensis Powell A. & Wauer B.
- Viola guatemalensis W. Becker
- Viola guineensis Schumach. & Thonn.
- Viola hallii Gray A.
- Viola hamiltoniana Don D.
- Viola hancockii W. Becker
- Viola hastata Michx.
- Viola hederacea Labil.
- Viola hediniana W. Becker
- Viola heldreichiana Boiss.
- Viola helena C.N.Forbes & Lydgate
- Viola helenae C.N.Forbes & Lydgate
- Viola hemsleyana Calderón
- Viola henryi Boiss.
- Viola hieronymi W.Becker
- Viola hillii W.Becker
- Viola himalayensis W.Becker
- Viola hirsutula Brainerd
- Viola hirta L.
- Viola hirtipes Moore S.
- Viola hispida Lam.
- Viola hissarica Juz.
- Viola hollickii House H. D.
- Viola hondoensis W.Becker & Boiss.
- Viola hookeri Thomson ex Hook
- Viola hookeriana Kunth.
- Viola hosakae H.St.John
- Viola hossei W.Becker
- Viola howellii Gray A.
- Viola huesoensis Martic.
- Viola huidobrii Gay
- Viola hultenii W.Becker
- Viola humilis Kunth.
- Viola hunanensis Hand.-Mazz.
- Viola hymettia Boiss. & Heldr.
- Viola ibukiana Makino
- Viola ignobilis Rupr.
- Viola improcera L.G.Adams
- Viola incisa Turcz.
- Viola inconspicua Blume
- Viola indica W.Becker
- Viola ircutiana Turcz
- Viola irinae Zolot.
- Viola isaurica Contandr. i Quezel
- Viola ishidoyana Nakai H.
- Viola isopetala Juz.
- Viola iwagawai Makino
- Viola jagellonica Zapal.
- Viola jalapaensis W. Becker
- Viola jangiensis W. Becker
- Viola japonica Langsd.ex Ging.
- Viola jaubertiana Mares & Virgineix
- Viola javanica W. Becker
- Viola joergensenii W. Becker
- Viola johnstonii W. Becker
- Viola jooi Janka
- Viola jordanii Henry J.K.
- Viola kalbreyeri W. Becker
- Viola kamibayashii Nakai H.
- Viola kapsanensis Nakai H.
- Viola kashmiriana W. Becker
- Viola kauaensis Gray A.
- Viola keiskei Janka
- Viola keiskei Miq.
- Viola kermesina W. Becker
- Viola kiangsiensis W. Becker
- Viola kitaibeliana Roem. i Schultes J. A.
- Viola kitamiana Nakai
- Viola kizildaghensis Dinç & Yldirimli
- Viola kjellbergii Melchior H.
- Viola koraiensis Nakai
- Viola kosanensis Hayata
- Viola kosaninii Hayek
- Viola kunawarensis Royle
- Viola kupcokiana W. Becker
- Viola kupfferi Klokov
- Viola kusanoana Makino
- Viola kusnezowiana W. Becker
- Viola labradorica Schrank
- Viola lactea Sm.
- Viola lactiflora Nakai
- Viola lanaiensis W. Becker
- Viola lanceifolia Schumach. & Thonn.
- Viola lanceolata L.
- Viola langeana Valentine
- Viola langsdorfii (Regel)
- Viola lanifera Becker G.
- Viola latistipulata Hemsley W. B.
- Viola lavrenkoana Klokov
- Viola lehmannii W. Becker
- Viola leyboldiana Phil.
- Viola lianhuashanensis Ching J. Wang & Sun K.
- Viola libanotica Boiss.
- Viola lilloana W.Becker
- Viola linifolia Poir.
- Viola lithion Holmgren N. H. & Holmgren P. K.
- Viola littoralis Sprengel
- Viola llullaillacoensis W. Becker
- Viola lobata Benth
- Viola lovelliana Brainerd
- Viola lucens W. Becker
- Viola luciae Skottsberg
- Viola lutea Hudson
- Viola lyallii Hook F.
- Viola macloskeyi Lloyd F. E.
- Viola macroceras Bunge
- Viola maculata Cav.
- Viola maculata Cav. & Weibel
- Viola magellanica Forster F.
- Viola magellensis Porta & Rigo ex Strobl.
- Viola magnifica Wang ex Wang X.D.
- Viola maichurensis Pissjaukova
- Viola makranica Omer S. & Qaiser M.
- Viola malteana House H. D.
- Viola mandonii W.Becker
- Viola mandschurica W.Becker
- Viola maroccana Maire
- Viola mauritii Tepl.
- Viola maviensis
- Viola maximowicziana Makino
- Viola maymanica Grey-Wilson
- Viola mearnsii Merrill
- Viola membranacea W. Becker
- Viola mercurii Orph. ex Halácsy
- Viola merrilliana W. Becker
- Viola meyeriana (Rupr.) Klokov
- Viola micranthella Wedd.
- Viola microceras Rupr.
- Viola microdonta Chang
- Viola minor (Makino)
- Viola minuta Bieb. M.
- Viola minutiflora Phil.
- Viola mirabilis L.
- Viola mistura House H. D.
- Viola modesta Fenzl.
- Viola modesta House H. D.
- Viola mollicula House H. D.
- Viola monbeigii W. Becker
- Viola mongolica Franchet
- Viola montagnei Gay C.
- Viola montcaunica Pau
- Viola moupinensis Franchet
- Viola mucronulifera Hand.-Mazz.
- Viola muehldorfii Kiss
- Viola mulfordiae Pollard C. L.
- Viola muliensisen & Q.E. Yang
- Viola multistolonifera Ching J. Wang
- Viola munbyana Boissieu & Reuter
- Viola munozensis W. Becker
- Viola muscoides Phil.
- Viola nagasawai Makino & Hayata
- Viola nannae Fries R.E.
- Viola nannei Polak
- Viola nassauvioides Phil.
- Viola nebrodensis Presl. C.
- Viola nemausensis Jordan
- Viola nemoralis
- Viola nephrophylla Greene
- Viola niederleinii W.Becker
- Viola nivalis Phil.
- Viola nobilis W.Becker
- Viola notabilis Bicknell E. P.
- Viola nubigena Leybold
- Viola nuda W. Becker
- Viola nuevo-leonensis W.Becker
- Viola nummulariifolia Vill.
- Viola nuttallii Pursh
- Viola oahuensis C.N.Forbes
- Viola obliqua Aiton
- Viola obliquifolia Turcz.
- Viola obtusa (Makino)
- Viola occulta Lehm
- Viola ocellata Torrey & Gray A.
- Viola odontocalycina Boissieu H.
- Viola odorata L.
- Viola oligoceps Chang
- Viola oligyrtia No descripto
- Viola orbelica Pancic
- Viola orbiculata Geyer ex Holz.
- Viola oreades Bieb. M.
- Viola orientalis W. Becker
- Viola orphanidis Boiss.
- Viola orthoceras Ledeb.
- Viola ovalleana Phil.
- Viola ovato-oblonga Makino
- Viola oxyodontis Ballard H. E.
- Viola pachyrrhiza Boissieu H. & Hohen.
- Viola pacifica Juz.
- Viola painteri Rose J. N. & House H. D.
- Viola pallascaensis W. Becker
- Viola palmata L.
- Viola palmensis (Webb & Berthel)
- Viola palustris L.
- Viola papuana W. Becker & Pulle
- Viola paradoxa Lowe
- Viola paravaginata Hara H.
- Viola parnonia Kit Tan, Sfikas G. & Vold G.
- Viola parvula Tineo
- Viola pascua W. Becker
- Viola patrinii (Gingins)
- Viola patrinii Gingins
- Viola pedata L.
- Viola pedatifida Don G.
- Viola pedunculata Torr. & Gray
- Viola pekinensis W. Becker
- Viola pendulicarpa W. Becker
- Viola pentadactyla Fenzl.
- Viola perinensis W. Becker
- Viola perpensa Greene E. L.
- Viola persicifolia Schreber
- Viola phalacrocarpa Maxim
- Viola philippica Cavanilles
- Viola philippii Leyb.
- Viola pilosa Blume
- Viola pinetorum Greene E. L.
- Viola pinnata Franch. & Sav.
- Viola pinnata L.
- Viola placida W. Becker
- Viola plantaginea Webb ex Christ
- Viola poetica Boiss. & Spruner
- Viola pogonantha Sm. W.W.
- Viola polycephala Ballard H. E. & Jorg P.
- Viola polymorpha Chang
- Viola polypoda Turcz.
- Viola popetae Sparre
- Viola populifolia Greene E. L.
- Viola portalesia Gay
- Viola porterana Pollard C. L.
- Viola porterana oregona Greene E. L. & Clausen J. C.
- Viola porterana porterana Pollard C. L.
- Viola portulacea Leyb.
- Viola praemorsa Douglas ex Lindl.
- Viola primulifolia L.
- Viola principis Boiss.
- Viola prionantha Bunge
- Viola pseudo-arcuata Chang
- Viola pseudo-bambusetorum Chang
- Viola pseudo-gracilis Strobl.
- Viola pseudo-mirabilis Coste
- Viola pseudo-monbeigii Chang
- Viola pseudo-stagnina Voroschilov V.N.
- Viola pseudo-vulcanica W. Becker
- Viola psychodes Greene E. L.
- Viola pubescens Aiton
- Viola pulvinata Reiche
- Viola pumila Chaix.
- Viola pumilio W.Becker
- Viola purpurea Kellogg
- Viola purpurea intergrifolia Baker M. S. & Clausen J. C.
- Viola pusillima Wedd.
- Viola pygmaea Juss. ex Poir.
- Viola pyrenaica Ramond ex DC.
- Viola raddeana Regel
- Viola raunsiensis W.Becker & Kosanin
- Viola reichei (Skottsb.)
- Viola reichenbachiana Jordan ex Boreau
- Viola reichii Skottsb.
- Viola renifolia Gray A.
- Viola replicata W.Becker
- Viola reptans Robinson
- Viola rheophila Okamoto
- Viola rhodopeia W.Becker
- Viola riviniana Reichenbach
- Viola robusta Hillebr.
- Viola rockiana W.Becker
- Viola rodriguezii W.Becker
- Viola roigii Rossow
- Viola rossii Hemsl.
- Viola rostrata Pursh
- Viola rotundifolia Michx.
- Viola rubella Cav.
- Viola rupestris Schmidt
- Viola saccata Melchior
- Viola sacchalinensis Boissieu
- Viola sacculus Skottsb.
- Viola sagittata Aiton
- Viola savatieri Makino
- Viola saxifraga Maire
- Viola scandens (Humb.& Bonpl.)
- Viola schachimardanica Chalkuziev
- Viola schensiensis W.Becker
- Viola schneideri W.Becker
- Viola schulzeana W.Becker
- Viola scorpiuroides Cosson
- Viola selkirkii Pursh ex Goldie
- Viola sempervirens Greene
- Viola sempervivum Gay
- Viola senzanensis Hayata
- Viola seoulensis Nakai
- Viola septemloba Le Conte
- Viola septentrionalis Greene
- Viola serrula W. Becker
- Viola sheltonii Torrey
- Viola shikokiana Makino
- Viola shinchikuensis Yamamoto
- Viola shletonii Torrey
- Viola sieberiana Spreng.
- Viola sieboldi Maxim.
- Viola sieheana W. Becker
- Viola sikkimensis W. Becker
- Viola silicestris K.R.Thiele & Prober
- Viola sororia Willd.
- Viola spathulata Willd. ex Roemer R & Schultes J.A.
- Viola spegazzinii W. Becker
- Viola sphaerocarpa W. Becker
- Viola splendida
- Viola stagnina Kit.
- Viola steinbachii W. Becker
- Viola stewardiana W. Becker
- Viola stojanowii W. Becker
- Viola stoloniflora Yokota & Higa
- Viola striata Aiton
- Viola suavis Bieb. M.
- Viola subandina J.M.
- Viola subatlantica (Maire R. & Ibn Tattou M.
- Viola subdimidiata St.Hilaire A.
- Viola sublanceolata House H. D.
- Viola subsinuata (Greene E. L.)
- Viola szetschwanensis W. Becker & Boissieu H.
- Viola taishanensis Ching J. Wang
- Viola taltalensis W. Becker
- Viola tanaitica Grosset
- Viola tarbagataica Klokov
- Viola tashiroi Makino
- Viola tectiflora W. Becker
- Viola tenuicornis (W. Becker)
- Viola tenuissima Chang
- Viola teplouchovii Juz.
- Viola thomsonii Oudemans
- Viola thorii Nelson A.
- Viola tineorum Erben M. & Raimondo F.M.
- Viola tokubuchiana Makino
- Viola tomentosa (Baker M. S.)
- Viola tracheliifolia Gingins & Skottsb
- Viola triangulifolia W. Becker
- Viola trichopetala Chang
- Viola tricolor (L.)
- Viola triflabellata W. Becker
- Viola trinervata (Howell T. J.)
- Viola tripartita Elliott
- Viola tsugitakaensis Masamune
- Viola tuberifera Franchet
- Viola tucumanensis W. Becker
- Viola turkestanica Regel & Schnalh.
- Viola ucriana Erben M. & Raimondo F.M.
- Viola uliginosa Besser
- Viola umbraticola Kunth.
- Viola uniflora L.
- Viola urophylla Franchet
- Viola urophylla Franchet
- Viola ursina Komarov
- Viola utahensis Baker M. S. & Clausen J. C. ex Baker M. S.
- Viola vaginata Maxim
- Viola valderia All.
- Viola vallicola Nelson A.
- Viola variegata Fischer ex Link
- Viola variegata Maxim.
- Viola verecunda Gray A.
- Viola verecunda Maxim.
- Viola verticillata Ortega
- Viola vespertina Klokov
- Viola viarum Pollard C. L.
- Viola villosa Walter
- Viola violacea Mak.
- Viola volcanica Gillies ex Hook & Arn.
- Viola wailenalenae (Rock J. F.)
- Viola wallichiana Gingins
- Viola walteri House H. D.
- Viola weberbaueri W. Becker
- Viola websteri Hemsley W. B. ex Forb. & Hemsl.
- Viola weddellii W. Becker
- Viola weibelii Macbride J.F. ex Baehni & Weibel
- Viola weixiensis Ching J. Wang
- Viola wiesbaurii Sabransky
- Viola willkommii Roemer R.

- Viola ×bernardii Greene (pro sp.)
- Viola ×bissellii House
- Viola ×brauniae Grover ex Cooperrider
- Viola ×conjugens Greene (pro sp.)
- Viola ×consobrina House
- Viola ×consocia House
- Viola ×cooperrideri H.E. Ballard
- Viola ×cordifolia (Schwein) (pro sp.)
- Viola ×davisii House
- Viola ×eamesii House
- Viola ×eclipes H.E. Ballard
- Viola ×filicetorum Greene (pro sp.)
- Viola ×hollickii House
- Viola ×insolita House
- Viola ×luciae Skottsberg
- Viola ×malteana House
- Viola ×mistura House (pro sp.)
- Viola ×modesta House
- Viola ×mollicula House
- Viola ×mulfordiae Pollard (pro sp.)
- Viola ×notabilis Bickn. (pro sp.)
- Viola ×populifolia Greene (pro sp.)
- Viola ×primulifolia L. (pro sp.)
- Viola ×ravida House
- Viola ×redacta House
- Viola ×ryoniae House
- Viola ×slavinii House
- Viola ×wittrockiana Gams.
- Viola ×wujekii H.E. Ballard
- Viola yamatsutae Ishidoya
- Viola yezoensis
- Viola yubariana Nakai
- Viola yunnanensis W. Becker & Boissieu H.
- Viola yunnanfuensis W. Becker